# نورث‌کلیف، استرالیای غربی
نورث‌کلیف (به انگلیسی: Northcliffe) یک شهرک در استرالیا است که در استرالیای غربی واقع شده‌است.